# ادلنی
شهر اِدِلِنْی (به مجاری: Edelény) در بورشود-آبااوی-زمپلن در کشور مجارستان واقع شده‌است. جمعیت این شهر ۱۰٫۷۷۱ نفر  است.